# Ascocoryne sarcoides
Ascocoryne sarcoides es una especie de hongo de la familia Helotiaceae. El nombre de la especie deriva del griego sarkodes (carnoso). Anteriormente conocida como Coryne sarcoides, su historia taxonómica se ha complicado por el hecho de que puede adoptar formas tanto sexuales como asexuales. Conocido coloquialmente como gotas de gelatina o disco de gelatina púrpura, este hongo común aparece como una masa gelatinosa de discos de color rosáceo o púrpura. Distribuido ampliamente en Norteamérica, Eurasia y Oceanía. A. sarcoides es un hongo sapróbico y crece en racimos en los troncos y ramas de una variedad de maderas muertas. Los estudios de campo sugieren que la colonización por A. sarcoides del duramen del abeto negro confiere cierta resistencia a la infección posterior por hongos causantes de podredumbre. A. sarcoides contiene el compuesto antibiótico ascocorynina, que en laboratorio ha demostrado inhibir el crecimiento de varias bacterias grampositivas.

## Taxonomía

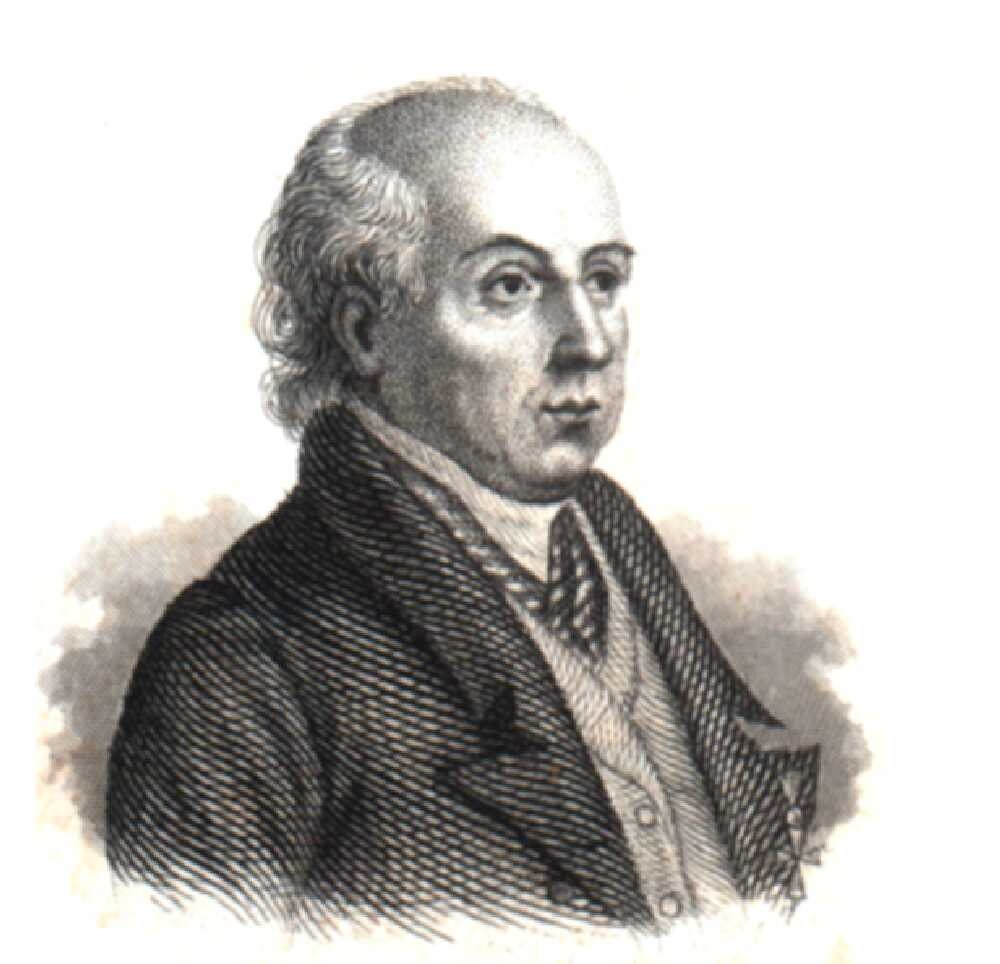
Nikolaus Joseph von Jacquin describió por primera vez A. sarcoides en 1781

La historia taxonómica de este hongo se ha visto complicada por el hecho de que su ciclo de vida permite tanto una forma imperfecta (que produce esporas asexuales o conidios) como perfecta (que produce esporas sexuales); en varias ocasiones, los autores han asignado nombres a una u otra forma, pero estos nombres han estado a menudo en desacuerdo con las reglas aceptadas de nomenclatura fúngica. Fue descrita originalmente en 1781 por el científico holandés Nikolaus Joseph von Jacquin como Lichen sarcoides. Christian Hendrik Persoon la llamó Peziza sarcoides en 1801. Elias Magnus Fries, en su publicación de 1822 Systema Mycologicum, describió el estado imperfecto del hongo con el nombre de Tremella sarcoides. El nombre del género Coryne fue utilizado por primera vez en 1851 por Bonorden, que propuso Coryne sarcoides para el estado imperfecto; en 1865 los hermanos Tulasne (Charles y Louis René) utilizaron Coryne para referirse tanto a la forma perfecta como a la imperfecta. Fue designada especie tipo del género en una publicación de Clements y Shear de 1931.
Varias décadas más tarde se hizo evidente que el nombre Coryne sarcoides violaba las convenciones de nomenclatura impuestas por los taxónomos de hongos-específicamente, la especie fue nombrada por el estado imperfecto, por lo que en 1967, Groves y Wilson propusieron el nuevo nombre de género Ascocoryne para dar cabida al estado perfecto. El estado conidial de este hongo es Coryne dubia Persoon ex S.F. Gray (sinónimo de Pirobasidium sarcoides von Hoehnel). El epíteto específico procede del griego y significa «carnoso, parecido a la carne», de σάρξ (sarx, sarc- en los compuestos), «carne», y la terminación adjetival común -οειδής (-oeides), «parecido, similar».

## Descripción

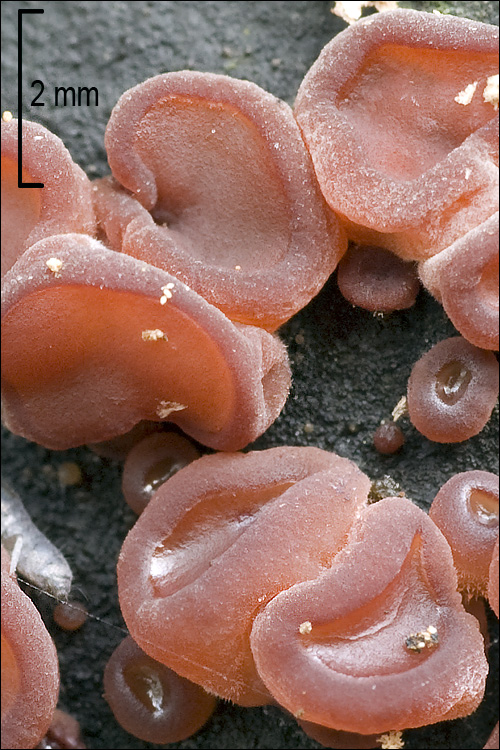
Primer plano de apotecios

Este hongo se caracteriza por tener un cuerpo fructífero (técnicamente un apotecio) de color rosa púrpura y consistencia más o menos gelatinosa. Los apotecios, que suelen tener de 0,5 a 1,5 centímetros de diámetro, comienzan con una forma aproximadamente esférica, y con el tiempo se aplanan hasta adquirir una forma poco profunda de copa con un borde ondulado y una superficie superior lisa. La superficie inferior puede estar cubierta de pequeñas partículas (granular) y los apotecios están adheridos directamente a la superficie de crecimiento (sésiles) o tienen un tallo rudimentario. Los apotecios van acompañados de una forma conidial, donde se generan las esporas no sexuales. La forma conidial consiste en esporodoquios, una masa de cuerpo fructífero asexual en forma de cojín formada por conidióforos cortos (tallos especializados que portan conidios). Los esporodoquios son similares en color y consistencia a los apotecios pero muy variables en forma, normalmente en forma de garrote, cuchara o lengua, y portan conidios diminutos, cilíndricos, rectos o curvados. A medida que el hongo madura y los apotecios se agrandan y presionan unos contra otros, los apotecios se unen para formar una masa gelatinosa e irregular. La carne, similar a la apariencia del hongo, es de color rosa púrpura y gelatinosa. El olor y el sabor de A. sarcoides no son característicos. Ascocoryne sarcoides no se considera comestible.

### Características microscópicas
Las esporas son translúcidas (hialinas), lisas, tienen forma elipsoide, con unas dimensiones de 12-16 por 3-5 μm. Las esporas contienen una o dos gotitas de aceite. La huella de la espora es blanca. La forma imperfecta (conidial) del hongo produce esporas lisas, hialinas, de 3-3,5 por 1-2 μm. Los ascos (células sexuales portadoras de esporas) tienen forma cilíndrica, con dimensiones de 115-125 por 8-10 μm. Las paráfisis (células filamentosas estériles intercaladas entre los ascos) son cilíndricas con puntas ligeramente hinchadas y pocas ramificaciones.

### Especies similares

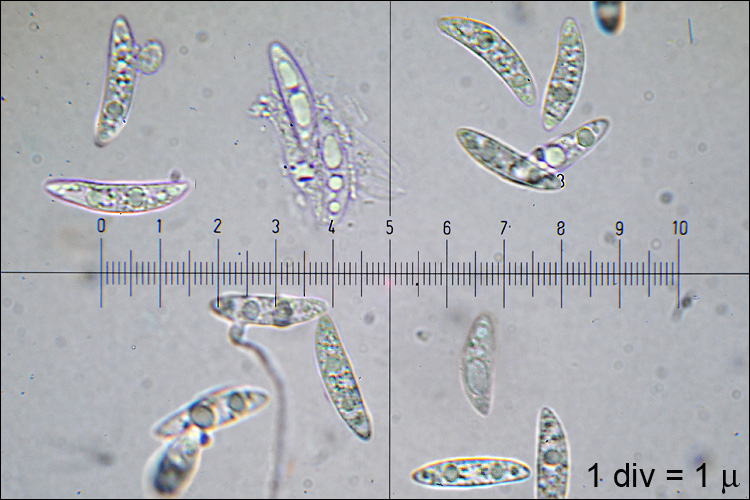
Microscopía óptica de las esporas

Ascocoryne cylichnium, otra especie pequeña y gelatinosa de color violeta, tiene apotecios que suelen tener forma de copa y esporas más grandes (20-24 por 5,5-6 μm). Debido a su parecido con los hongos gelatinosos, A. sarcoides se ha confundido con las especies de basidiomicetos Auricularia auricula y Tremella foliacea. T. foliacea es más grande, marrón y de aspecto frondoso. A. auricula también es más grande, típicamente marrón, tiene forma de disco u oreja y la superficie inferior es estriada. Microscópicamente, Tremella foliacea y A. auricula se distinguen fácilmente de A. sarcoides por la presencia de basidios (en lugar de ascos).
Otras especies similares son Bulgaria inquinans y Exidia glandulosa, y algunas del género Pachyella (que suelen producir discos más oscuros, anchos y planos).

## Hábitat y distribución
Esta especie tiene una amplia distribución en zonas boscosas de Norteamérica y Europa. Es un hongo sapróbico que obtiene los nutrientes de la materia orgánica en descomposición, por lo que suele crecer en tocones y troncos de árboles caducifolios caídos. Sin embargo, también se encuentra en diversos árboles vivos. Por ejemplo, en Europa se ha encontrado en los tallos de piceas vivas (Picea abies) en Finlandia, Francia, Gran Bretaña, Noruega, y Alemania.
Otros lugares de recolección incluyen Australia, Chile, China, Cuba, Islandia, Corea, y Taiwán. En Hawái, crece en troncos de árboles caídos de Cibotium y Aleurites. A. sarcoides aparece con mayor frecuencia a finales del verano y en otoño.

## Función en la descomposición de los árboles

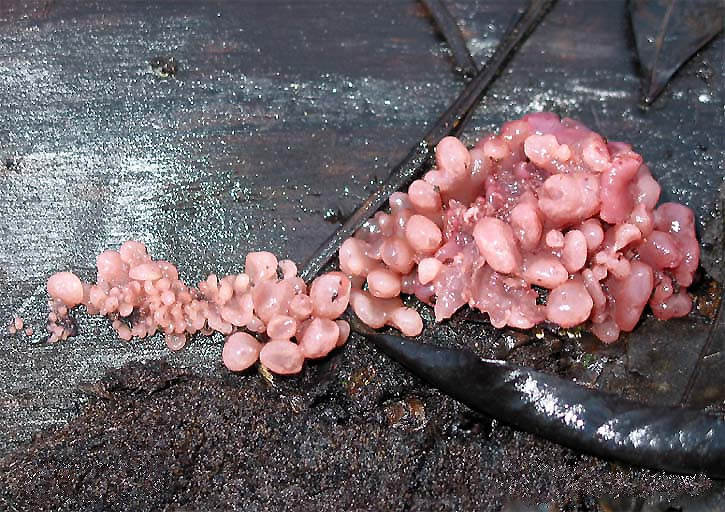
Ejemplar hallado en un bosque de hayas y robles en Bélgica

Varios estudios de campo realizados en la región de los bosques boreales del norte de Ontario (Canadá) mostraron que A. sarcoides se asociaba con frecuencia a varios árboles de hoja caduca y coníferas que habían sido afectados por la enfermedad fúngica conocida como podredumbre del corazón; este descubrimiento se consideró inusual, ya que se sabe que la mayoría de las infecciones fúngicas de los árboles están causadas por basidiomicetos, no por ascomicetos. En el caso del abeto negro (Picea mariana), especie arbórea de gran valor comercial, se determinó que la colonización previa por A. sarcoides reduce la incidencia de infecciones posteriores por hongos patógenos comunes, como Fomes pini y Scytinostroma galactina. Además, A. sarcoides puede existir en la madera sin efectos nocivos apreciables en el hospedador. Más tarde se demostró que existía una relación similar con los pinos piñoneros (especie Pinus banksiana), en los que A. sarcoides inhibía Peniophora pseudopini, pero tenía poco efecto en el crecimiento posterior de Fomes pini. El estudio también demostró que A. sarcoides se aísla con mayor frecuencia de madera defectuosa a medida que aumenta la edad del árbol (los árboles examinados en el estudio tenían más de 80 años), y que puede infectar tanto duramen no infectado como madera previamente descompuesta; en este último caso suele coexistir con el hongo causal.

## Investigación

### Compuestos bioactivos

Fórmula esquelética de la ascocorynina

Las terfenilquinonas son compuestos químicos ampliamente distribuidos entre los hongos. Se ha demostrado que Ascocoryne sarcoides contiene una terfenilquinona denominada ascocorynina, un derivado químico del compuesto benzoquinona. Este pigmento, en solución alcalina, adquiere un color violeta oscuro, similar al de los cuerpos fructíferos del hongo. La ascocorynina tiene una actividad antibiótica moderada, y se ha demostrado en pruebas de laboratorio que inhibe el crecimiento de varias bacterias grampositivas, entre ellas el Bacillus stearothermophilus, un organismo ampliamente distribuido que deteriora los alimentos; sin embargo, no tiene ningún efecto sobre el crecimiento de bacterias gramnegativas, ni tampoco tiene actividad antifúngica.

### Compuestos orgánicos volátiles
En 2008, se observó que un aislado de A. sarcoides producía una serie de volátiles que incluían alcoholes de 6 a 9 carbonos, cetonas y alcanos. Esta mezcla se denominó «micodiésel» por su similitud con algunas mezclas de combustible existentes. Los investigadores han sugerido que esto, combinado con su capacidad para digerir la celulosa, lo convierten en una fuente potencial de biocombustible. El aislado se identificó originalmente como Gliocladium roseum, pero su taxonomía se revisó posteriormente a Ascococoryne sarcoides. Su genoma se secuenció en 2012 en un esfuerzo por determinar la base genética de la producción de estos volátiles.